# Japan Open Tennis Championships 2016 - Qualificazioni singolare
Le qualificazioni del singolare del Japan Open Tennis Championships 2016 sono state un torneo di tennis preliminare per accedere alla fase finale della manifestazione. I vincitori dell'ultimo turno sono entrati di diritto nel tabellone principale. In caso di ritiro di uno o più giocatori aventi diritto a questi sono subentrati i lucky loser, ossia i giocatori che hanno perso nell'ultimo turno ma che avevano una classifica più alta rispetto agli altri partecipanti che avevano comunque perso nel turno finale.

## Teste di serie
1. Mikhail Youzhny (primo turno)
2. Daniel Evans (primo turno)
3. Gastão Elias (primo turno)
4. Donald Young (ultimo turno, Lucky loser)

1. Jared Donaldson (primo turno)
2. Radek Štěpánek (qualificato)
3. Vasek Pospisil (ultimo turno, ritirato)
4. Ryan Harrison (qualificato)

## Qualificati
1. James Duckworth
2. Radek Štěpánek

1. Gō Soeda
2. Ryan Harrison

### Lucky loser
1. Donald Young

## Tabellone

### Legenda
| - Q = Qualificato - WC = Wild card - LL = Lucky loser | - ALT = Alternate - SE = Special Exempt - PR = Protected Ranking | - w/o = Walkover - r = Ritirato - d = Squalificato |

### Sezione 1
|  | Primo turno | Primo turno     | Primo turno     | Primo turno | Primo turno |  |  | Ultimo turno | Ultimo turno    | Ultimo turno    | Ultimo turno | Ultimo turno |  |
|  |             |                 |                 |             |             |  |  |              |                 |                 |              |              |  |
|  | 1           | Mikhail Youzhny | Mikhail Youzhny | 2           | 2           |  |  |              |                 |                 |              |              |  |
|  | PR          | Matthew Ebden   | Matthew Ebden   | 6           | 6           |  |  | PR           | Matthew Ebden   | Matthew Ebden   | 2            | 2            |  |
|  |             | James Duckworth | James Duckworth | 7           | 6           |  |  |              | James Duckworth | James Duckworth | 6            | 6            |  |
|  | 5           | Jared Donaldson | Jared Donaldson | 65          | 4           |  |  |              |                 |                 |              |              |  |

### Sezione 2
|  | Primo turno | Primo turno     | Primo turno     | Primo turno | Primo turno |  |  | Ultimo turno | Ultimo turno    | Ultimo turno | Ultimo turno | Ultimo turno |  |
|  |             |                 |                 |             |             |  |  |              |                 |              |              |              |  |
|  | 2           | Daniel Evans    | 3               | 6           | 4           |  |  |              |                 |              |              |              |  |
|  | WC          | Akira Santillan | 6               | 4           | 6           |  |  | WC           | Akira Santillan | 2            | 6            | 4            |  |
|  | WC          | Yosuke Watanuki | Yosuke Watanuki | 4           | 4           |  |  | 6            | Radek Štěpánek  | 6            | 3            | 6            |  |
|  | 6           | Radek Štěpánek  | Radek Štěpánek  | 6           | 6           |  |  |              |                 |              |              |              |  |

### Sezione 3
|  | Primo turno | Primo turno    | Primo turno  | Primo turno | Primo turno |  |  | Ultimo turno | Ultimo turno   | Ultimo turno | Ultimo turno | Ultimo turno |  |
|  |             |                |              |             |             |  |  |              |                |              |              |              |  |
|  | 3           | Gastão Elias   | Gastão Elias | 2           | 4           |  |  |              |                |              |              |              |  |
|  |             | Gō Soeda       | Gō Soeda     | 6           | 6           |  |  |              | Gō Soeda       | 6            | 1            |              |  |
|  |             | Lee Duck-hee   | 7            | 62          | 3           |  |  | 7            | Vasek Pospisil | 0            | 1            | r            |  |
|  | 7           | Vasek Pospisil | 6(1)         | 7           | 6           |  |  |              |                |              |              |              |  |

### Sezione 4
|  | Primo turno | Primo turno       | Primo turno  | Primo turno | Primo turno |  |  | Ultimo turno | Ultimo turno  | Ultimo turno | Ultimo turno | Ultimo turno |  |
|  |             |                   |              |             |             |  |  |              |               |              |              |              |  |
|  | 4           | Donald Young      | Donald Young | 6           | 7           |  |  |              |               |              |              |              |  |
|  |             | Tatsuma Itō       | Tatsuma Itō  | 3           | 5           |  |  | 4            | Donald Young  | 7            | 1            | 4            |  |
|  | WC          | Yasutaka Uchiyama | 3            | 6           | 3           |  |  | 8            | Ryan Harrison | 5            | 6            | 6            |  |
|  | 8           | Ryan Harrison     | 6            | 3           | 6           |  |  |              |               |              |              |              |  |